# Myxilla parasitica
Myxilla parasitica är en svampdjursart som beskrevs av Lawrence Morris Lambe 1893. Myxilla parasitica ingår i släktet Myxilla och familjen Myxillidae. Inga underarter finns listade i Catalogue of Life.